# Alice in Wonderland (K3-musical)
Alice in Wonderland is een musical van Studio 100 uit 2011 met in de hoofdrollen de muziekgroep K3. Alice in Wonderland is de derde musical van K3 en de eerste (en ook meteen de laatste) waar Josje Huisman in meespeelt. De première vond plaats op 9 april 2011 in de Koningin Elisabethzaal te Antwerpen, de laatste voorstelling vond plaats op 28 augustus 2011 in het World Forum Theater in Den Haag. In de maand mei maakte Studio 100 in een persbericht bekend dat er al meer dan 95.000 kaarten verkocht zijn. Het was de allereerste musical in 3D ter wereld.

## Verhaal
Karen, Kristel en Josje gaan met zijn drietjes naar de bioscoop. Bij de bioscoop beginnen de verrassingen. De meisjes belanden in een wereld die Wonderland heet. Daar komen ze de raarste dieren tegen: een pratende rups, de hartenkoning en zijn gemene koningin, de gekke hoedenmaker, de behulpzame tweeling en een wit konijn. K3 belandt in één groot avontuur waar de ene gekke situatie de andere opvolgt. K3 probeert te ontsnappen uit deze wonderlijke wereld. Hun doel is om Alice te redden uit de handen van de boze Hartenkoningin die haar wil onthoofden.

## Rolverdeling
| Rol                      | Cast             | Understudy        |
| ------------------------ | ---------------- | ----------------- |
| Karen                    | Karen Damen      | Annelies Boel     |
| Kristel                  | Kristel Verbeke  | Annelies Boel     |
| Josje                    | Josje Huisman    | Annelies Boel     |
| Nestor het konijn        | Jacques Vermeire | James Cooke       |
| De Hoedenmaker & De Rups | Koen Crucke      | Danny Houtkooper  |
| Hier & Hartenkoning      | Hugo Sigal       | Jaap Strijker     |
| Nu & Hartenkoningin      | Nicole Josy      | Fleur Brusselmans |

| Ensemble |
| --- |
| Afra Voesenek, Annelies Boel, Barbara de Wit, Danny Houtkooper, Fleur Brusselmans,Helen Geets (swing), Jaap Strijker, James Cooke, Leendert De Vis, Marieke Saan, Steven Colombeen (swing), Sven Tummeleer, |

## Medewerkers

### Creatief team
- Verhaal: Gert Verhulst en Hans Bourlon
- Muziek: Miguel Wiels, Alain Vande Putte en Peter Gillis
- Regie: Gert Verhulst
- Choreografie en enscenering: Martin Michel
- Muzikaal leider en dirigent: Dirk De Caluwé
- Arrangementen: Steve Willaert
- Kostuumontwerp: Arno Bremers
- Ontwerp pruiken en make-up: Harold Mertens
- Lichtontwerp: Luc Peumans
- Geluidsplan: Marc Luyckx
- Geluidseffecten: Bart Vanvoorden

### Creatief team Decor en 3D
- Projectleider en decorontwerp: Stefaan Haudenhuyse
- Decorontwerper: Piet De Koninck
- Animator new media: Sven Van Uytfanghe
- 3D-designer (Pixeldust): Maarten Veldeman
- 3D-designer: Luc Adriaens
- Concepttekenaar: Marcus Hoogveld
- Inkleurders: Bartel Bruneel, Jef De Corte, Michaël Vincent en Luc Vincent

## Liedjes
Deel 1
1. Ouverture + Naar de film
2. Filmster
3. Te laat
4. Alles kan in wonderland
5. Onder water*
6. Op de kermis
7. K3-pap
8. Wat een feest
9. Niet-verjaardagsfeest

Deel 2
1. Alice in Wonderland
2. De allermooiste vlinder
3. Hartenkoning-in
4. Doe de bloemendans
5. De kop eraf!**
6. Ik wil naar huis
7. Geloof in jezelf

*Dit liedje werd niet live gezongen.
**Dit liedje staat niet op het album.

## Bijzonderheden
Op 15 februari 2011 maakte Studio 100 bekend dat het met deze musical zou uitpakken met een wereldprimeur. Voor het eerst in de theater geschiedenis werd er gebruikgemaakt van 3D. De decorelementen worden op een groot scherm geprojecteerd, de mensen kunnen het 3D-effect ervaren als ze een speciaal 3D-brilletje opzetten. De projector staat achter het scherm omdat anders de acteurs schaduwen zouden maken, wat het 3D-effect zou wegnemen.

## Trivia
- Tijdens het eerste deel verwijzen Karen, Kristel en Josje naar gebeurtenissen in hun eigen leven.[2][3]
- Tijdens het lied ‘Filmster’ worden posters van parodieën op bekende films en een poster van Hallo K3! getoond.[2]
- K3 zingt de liedjes van de musical vaak in tours in musicalmedleys, terwijl ‘Filmster’ vaker in beroepenmedleys wordt gezongen.[8][9][10]